# Joinville EC
Der Joinville Esporte Clube ist ein brasilianischer Fußballverein aus Joinville im Bundesstaat Santa Catarina. Seine Vereinsfarben sind Schwarz-Weiß-Rot; Heimspielstätte ist die 22.400 Menschen fassende Arena Joinville. Das Vereinsmaskottchen ist ein Hase.

## Geschichte
Die Gründung des Joinville EC am 29. Januar 1976 resultiert aus der Fusion der Fußballabteilungen der zuvor rivalisierenden Vereine América FC und Caxias FC, die beide in Joinville beheimatet sind.
Der Verein war von 1977 an in der Série A der nationalen Fußballmeisterschaft Brasiliens vertreten, bis er 1987 in die Série B absteigen musste. Im Jahr 2004 erfolgte der Abstieg in die Série C und 2007 schließlich der in die Série D. 2010 gelang ihm der Wiederaufstieg in die Série C, die er bereits im Folgejahr als Tabellenerster abschließen und sich somit für die Série B qualifizieren konnte.
Als Meister 2014 der Série B ist dem Verein erstmals seit 27 Jahren wieder der Aufstieg in die höchste Spielklasse gelungen, die er allerdings nach nur einer Saison (Série A 2015) als Tabellenletzter wieder in die Zweitklassigkeit verlassen muss. Der Gewinn des südbrasilianischen Superpokals im Jahr 2009 stellt bis heute den größten Erfolg des JEC auf nationaler Ebene dar.
Auf bundesstaatlicher Ebene hat Joinville EC seit seiner Gründung zwölf Mal die Staatsmeisterschaft und vier Mal den Staatspokal gewinnen und sich damit neben Avaí FC und Figueirense FC als dritte Kraft in Santa Catarina etablieren können.
2015 wurde die zunächst gewonnene Staatsmeisterschaft nach einem Regelverstoß nachträglich aberkannt.

## Erfolge
- Meister der brasilianischen Série B: 2014
- Meister der brasilianischen Série C: 2011
- Südbrasilianischer Superpokal-Sieger: 2009
- Staatsmeister von Santa Catarina: 1976, 1978, 1979, 1980, 1981, 1982, 1983, 1984, 1985, 1987, 2000, 2001
- Staatspokal von Santa Catarina: 2009, 2011, 2012, 2013, 2020

## Bekannte Spieler
- Deivid de Souza (1999)
- Eduardo (2000–2001)
- Douglas (2005–2007)
- Ramires (2006–2007)
- Marcelinho (2015)